# غسان هيتو
غسان هيتو  رئيس الحكومة السورية المؤقتة السابق، وهو رجل أعمال سوري من أصول كردية ولد عام 1963 في دمشق وحاصل على شهادتي بكالوريوس في الرياضيات وعلوم الحاسب الآلي من جامعة بيردو في الولايات المتحدة، وهو مؤسس ونائب رئيس التحالف من أجل سوريا الحرة 

## الحياة الاجتماعية
هيتو متزوج من المُدرسة سوزان ووالد لأربعة أبناء أحدهم هو عبيدة، لاعب كرة قدم أميركي سابق والذي أكد لصحيفة نيويورك تايمز السنة الماضية أنه تسلل إلى سوريا لمساعدة الثوار في المجال الإعلامي.

## التعليم
حصل على شهادتي البكالوريوس في الرياضيات وعلوم الحاسب الآلي من جامعة بيردو في إنديانابوليس عام 1989، ونال درجة الماجستير في إدارة الأعمال (MBA) عام 1994. كما صممت الأكاديمية تحت إشرافه منهاجاً تعليمياً متكاملاً اعتمد في أكثر من 500 مدرسة في شمال أمريكا، بالإضافة إلى العديد من المدارس الخاصة في الإمارات. وهو عضو مجلس إدارة الأكاديمية من 2001 إلى 2003، ثم تولى رئاسة مجلس إدارتها حتى عام 2009 حين أوكلت إليه مهام رئاسة الأكاديمية.

## الحياة العملية
شارك هيتو في تأسيس تحالف سوريا الحرة في الولايات المتحدة، وتولى منصب نائب الرئيس منذ 2011، وهدف التحالف إلى دعم تطلعات الشعب السوري في تحقيق الحرية والعدالة والحريات المدنية واحترام القانون. كما شارك في تأسيس هيئة شام الإغاثية في الولايات المتحدة في 2011، وتولى منصب نائب الرئيس. والتي عملت على دعم الشعب السوري وتأمين الحاجات الاساسية له، بحسب ما جاء في الإعلان عنها، وبعد انضمامه إلى المعارضة لنظام بشار الاسد، عمل هيتو على تأسيس وإدارة وحدة تنسيق الدعم الإغاثي والإنساني في الائتلاف الثوري لقوى المعارضة والثورة السورية التي تعمل عبر الحدود السورية التركية وتوصيل مساعدات إلى الداخل السوري كما أنه عضو مؤسس في جمعية الدعم القانوني للجالية العربية والمسلمة التي تأسست في الولايات المتحدة عام 2001 للدفاع عن الحريات الشخصية والمدنية ومكافحة التمييز ضد العرب والمسلمين والآسياويين. وقدم الصندوق ملايين الدولارات لنشر العدالة وحماية الحقوق والحريات المدنية.

## الحياة السياسية
نشط غسان هيتو منذ اندلاع الحركة الاحتجاجية ضد نظام الرئيس بشار الأسد في الولايات المتحدة في المجالين الإنساني والسياسي وقد شارك في تأسيس «تحالف سوريا الحرة» في الولايات المتحدة وتولى منصب نائب الرئيس منذ 2011. كما شارك في تأسيس «هيئة شام الإغاثية» في الولايات المتحدة في العام 2011 وتولى منصب نائب الرئيس.
بعد انضمامه إلى "الثورة"، عمل غسان هيتو على تأسيس وإدارة "وحدة تنسيق الدعم الإغاثي والإنساني في الائتلاف الثوري لقوى المعارضة و"الثورة السورية" التي تعمل عبر الحدود السورية التركية وتوصل مساعدات إلى الداخل السوري

## رئاسة الحكومة الانتقالية
في 18 من مارس جرت انتخابات في إسطنبول نظمها الائتلاف الوطني السوري المعارض أسفرت عن فوز هيتو حيث حصل على 35 صوتاً من أصل 62 صوتاً وجاء ذلك الفوز بعد جلسات استمرت عدة ساعات، جمعت 60 عضواً من أعضاء الائتلاف، الذين شاركوا بدورهم في عملية التصويت  ، وعقب ذلك أعلن هيتو بدء عمل الحكومة المؤقتة بالمناطق المحررة من سوريا  ، وقد استقال هيتو من رئاسة الحكومة في يوليو 2013 ، بعد فشله في تشكيل حكومة للمعارضة.